# Hermann Dietrich Lindheim

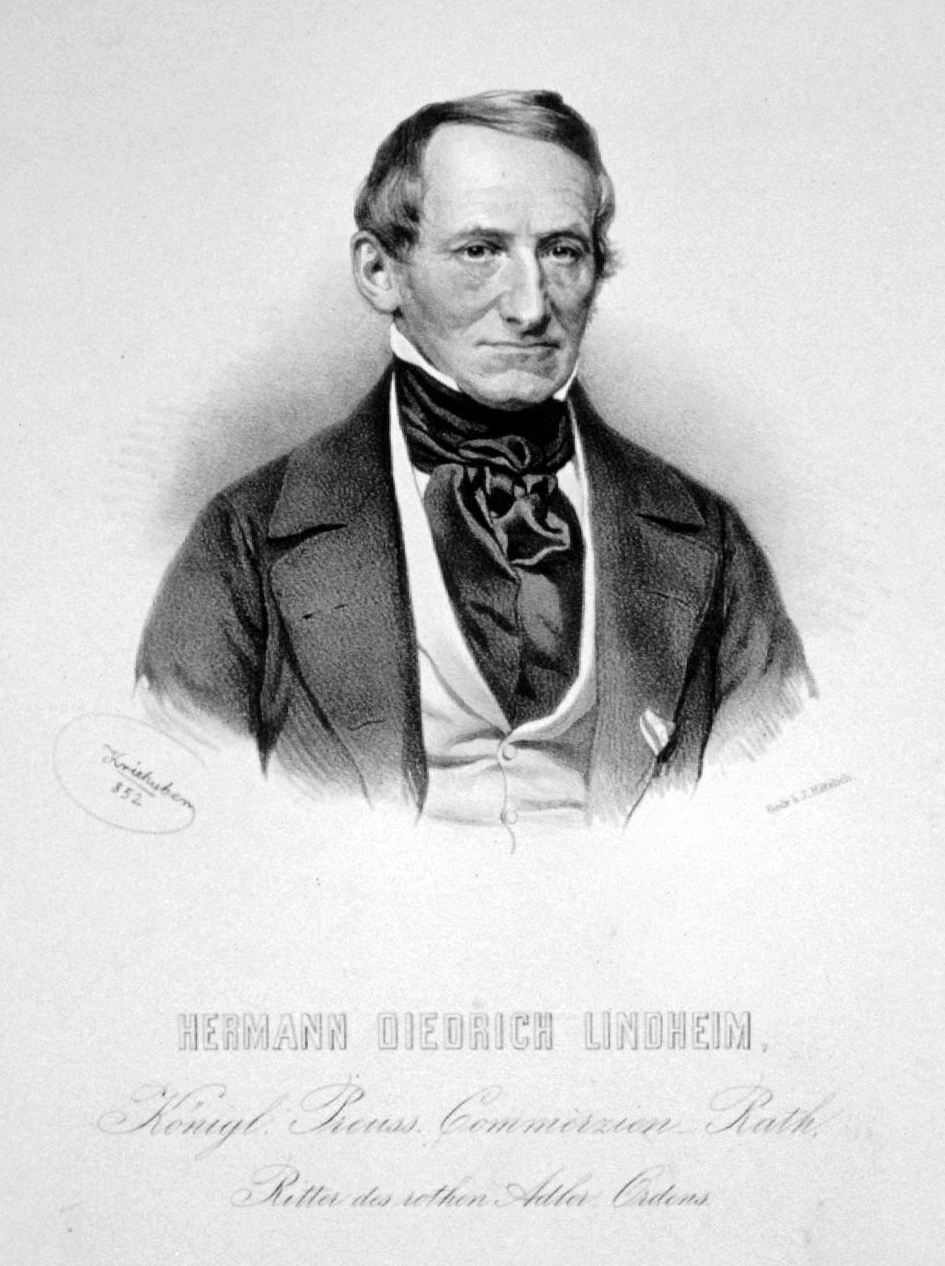
Hermann Dietrich Lindheim, Lithographie von Josef Kriehuber, 1852.

Hermann Dietrich Lindheim (* 30. Juli 1790 in Breslau; † 11. März 1860 in Wien) war ein Großindustrieller, der in der Textilindustrie, im Handel, im Bergbau, im Eisenbahnbau und in der chemischen Industrie tätig war. Seine Wirkungsorte waren in der Grafschaft Glatz sowie in Schlesien, Böhmen, Sachsen und Wien.

## Herkunft und Familie
Lindheim wurde als Heymann David Levy geboren. Nach der Konversion vom israelitischen zum evangelischen Glauben nahm er den Namen Hermann Dietrich Lindheim an. Sein Vater David Levy war Handelsmann in Breslau. 1826 heiratete Lindheim in Paris Estelle Marie Mevil (1806–1878). Das Paar hatte vier Kinder:
- Clementine (1831–1884), heiratete am 20. November 1850 den Rittergutsbesitzer und Majoratsherrn Hugo von Löbbecke (1827–1901);
- Ernst Edler von Lindheim (1832–1895) war als Teilhaber und Leiter der väterlichen Firma ebenfalls Industrieller.
- Wilhelm Ritter von Lindheim (1835–1898), Industrieller, Teilhaber und Leiter der Firma; seit 1867 vor allem im Eisenbahnbau tätig.
- Alfred Ritter von Lindheim (1836–1913) war Direktor der Wiener Handelsbank, Mitglied des Staatseisenbahnrats sowie Landtagsabgeordneter.

### Beruflicher Erfolg
Lindheim war zunächst erfolgreich im Wollgarnhandel tätig. 1825 errichtete er in Ullersdorf im Landkreis Glatz eine der ersten mechanischen Flachsgarnspinnereien in Europa. Die erforderlichen Maschinen wurden in der von ihm ebenfalls in Ullersdorf errichteten mechanischen Werkstatt und Eisengießerei hergestellt, die später auch Kessel und Dampfmaschinen produzierte. Zusammen mit dem Bankier Friedrich Eduard Löbbecke errichtete er 1837 eine weitere Flachsgarnspinnerei im ostböhmischen Böhmisch Skalitz, das etwa 50 km westlich vom glätzischen Ullersdorf entfernt liegt. Auch diese Spinnerei wurde zu einem Großbetrieb ausgebaut. 1841 waren 6836 Spindeln in Betrieb.
1840 ließ sich Lindheim in Wien nieder und eröffnete mit einem Verwandten ein Großhandelshaus, das zunächst als J. M. Lindheim firmierte. Später war er unter der Firmenbezeichnung H. D. Lindheim vermutlich alleiniger Besitzer. In Ullersdorf errichtete er in den 1840er Jahren eine Leinen- und Hanfspinnerei. Dadurch wuchs die Anzahl der dort Beschäftigten auf insgesamt 830 Arbeiter in der Baumwollspinnerei und 150 Arbeiter in den anderen Betrieben. Auch im benachbarten Rengersdorf ließ er eine Baumwollspinnerei und -weberei mit 750 Beschäftigten errichten, verkaufte sie jedoch schon bald weiter.
In Zusammenarbeit mit der englischen Firma Hawthorn wurden 1846–1847 in Ullersdorf auch drei Lokomotiven montiert, deren Teile aus England importiert wurden. Deshalb erhielten die Lokomotiven eine Fabriknummer des Herstellers Hawthorn.
Mit dem Erwerb der Domäne Wilkischen bei Mies in Westböhmen stieg Lindheim in den bis dahin dort unrentablen Steinkohlenbergbau ein, den er ertragreich machte. Außerdem erwarb er in Westböhmen die Erzlagerstätten Hermannshütte, Nürschan und Josephshütte. In den von ihm errichteten bzw. übernommenen Hochöfen und Walzwerksanlagen verarbeitete er das bis dahin minderwertige böhmische Eisen zu hochwertigen Produkten. Dadurch gelang ihm der Einstieg in das Eisenbahngeschäft. Nach diesem Erfolg gründete er die Prager Eisenindustrie-Gesellschaft, die 1856 bereits 2500 Berg- und Hüttenarbeiter beschäftigte. Nach der Zusammenlegung mit den von ihm gepachteten staatlichen Eisenwerken im mittelböhmischen Kladno 1857 stieg die Zahl der Arbeiter auf 5000. Ab 1853 erwarb Lindheim mehrere Zinkblendegruben im oberen Erzgebirge bei Annaberg und Schwarzenberg, darunter Grube Menschenfreude, Wolfgang Erbstolln am Henneberg, Zweigler Fundgrube samt Julius Erbstolln bei Wildenau, Kurprinz Segen Gottes bei Elterlein, Briccius hinter dem Pöhlberg, Herkules samt Frisch Glück Stolln bei Waschleithe, Johannes Enthauptung Erbstolln bei Drebach, Pluto Erbstolln bei Antonsthal, Geyern und Konrad Stolln bei Buchholz. 1856 setzte Lindheim den Schichtmeister Hermann Gustav Poller als Bevollmächtigten für seine sächsischen Erzbergwerke ein. Zudem gründete Lindheim 1858 eine chemische Fabrik in Aussig.
1856 erhielt Lindheim die Konzession zum Bau der Kaiserin-Elisabeth-Bahn, an der auch der Hamburger Großhändler und Bankier Ernst Merck beteiligt war. Sie wurde in Teilabschnitten bis 1860 fertiggestellt. 1859 erhielt Lindheim auch die Konzession für den Bau der Böhmischen Westbahn.
Für seine Verdienste wurde Lindheim der preußische Geheimratstitel und der Rote-Adler-Orden verliehen. Österreich zeichnete ihn mit dem Franz-Joseph-Orden aus.
Lindheim starb am 11. März 1860 in Wien. Er wurde auf dem Ullersdorfer Friedhof (jetzt Ołdrzychowice Kłodzkie) bestattet. Das Grabmal ist bis heute erhalten. Seine Söhne erhielten in Würdigung und Anerkennung der Verdienste ihres Vaters 1860 den erblichen Adel verliehen. Das Wiener Handelshaus wurde geschlossen, die bedeutenden Industrieunternehmen in West- und Mittelböhmen von Lindheims Söhnen weiter geführt. Die Ullersdorfer Textilbetriebe verkauften sie an Friedrich Eduard von Löbbecke, der sie weiter ausbaute. 1860 wurde die Lindheimsche Grubenverwaltung in Johanngeorgenstadt aufgelöst und die Bergwerke in den nachfolgenden Jahren verkauft.
Im Jahr 1975 wurde in Wien-Penzing (14. Bezirk) die Lindheimgasse nach ihm benannt.

### Soziales Wirken
Für seine Arbeiter schuf Lindheim zahlreiche soziale Einrichtungen. In Ullersdorf übernahm er die Kosten für den Betrieb einer Werkschule und baute dort in den 1840er Jahren einen eigenen Ortsteil mit Häusern für die Arbeiter der Spinnerei. Auch in den böhmischen Produktionsstätten ließ er Werkswohnungen und ein Spital für behandlungsbedürftige Mitarbeiter errichten. Für erkrankte Militärs und Staatsbeamte gründete er die Gisela-Stiftung, die ihren Sitz in Marienbad hatte.